# الإمبراطورية البلغارية

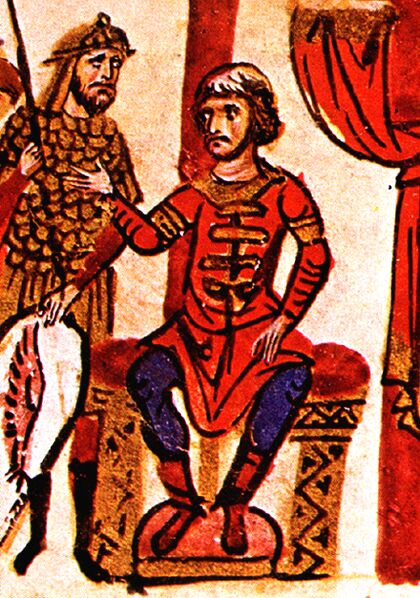
كانايوفيجي أومرتاج (Kanayuvigi Omurtag) (عام 814-831)

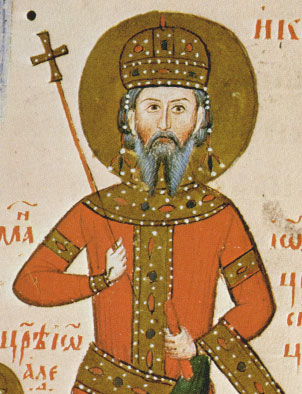
الإمبراطور إيفان ألكسندر (Ivan Alexander)

في تاريخ القرون الوسطى لـ أوروبا، كانت تصنف حالة بلغاريا على أنها الإمبراطورية البلغارية (بالبلغارية: Българско царство)، حيث كان لها دور إقليمي رئيسي (خصوصًا في منافسة بيزنطة في جنوب شرق أوروبا) وقد كانت تتمتع بالسلطة في فترتين منفصلتين: بين القرنين السابع والحادي عشر، ومرة أخرى بين القرنين الثاني عشر والرابع عشر. ولا يتم التعامل مع «الإمبراطوريتين البلغاريتين» على أنهما كيانان منفصلان، ولكن يتم التعامل معهما على أنهما كانتا بمثابة دولة واحدة استعادت تواجدها بعد فترة من فرض الحكم البيزنطي على أراضيها.

## الإمبراطورية البلغارية الأولى
تم تأسيس الإمبراطورية البلغارية الأولى نتيجة لتوسيع بلغاريا العظمى القديمة إلى المناطق الموجودة في جنوب نهر الدانوب، وغالبًا ما يشار إليها على أنها استمرت بين عامي 632 و1018، حيث خضعت لـ الإمبراطورية البيزنطية وكييف روس رغم المقاومة الشرسة من صامويل. وبالتدريج، وصلت إلى أوجها الثقافي والإقليمي في القرن التاسع وبدايات القرن العاشر تحت حكم بوريس الأول وسيمون الأكبر، عندما تطورت لتصبح المركز الثقافي والأدبي لـ أوروبا السلافية، وواحدة من كبرى الدول في أوروبا.

## الإمبراطورية البلغارية الثانية
تمت استعادة الدولة البلغارية من العصور الوسطى بحيث أصبحت الإمبراطورية البلغارية الثانية بعد نجاح الانتفاضة على يد نبيلين من تارنوفو، وهما آسين وبيتر، في عام 1185، واستمرت في التواجد إلى أن تم احتلالها أثناء غزو العثمانيين للبلقان في أواخر القرن الرابع عشر، حيث تتم الإشارة إلى تاريخ إخضاعها دائمًا على أنه في عام 1396 أو 1422. وتحت حكم إيفان آسين الثاني في النصف الأول من القرن الثالث عشر، استعادت كثيرًا من قوتها السابقة بشكل تدريجي، إلا أن ذلك لم يستمر طويلاً بسبب المشاكل الداخلية وحالات الغزو الأجنبية.

## الخرائط

أكبر أول توسع ضخم لأقاليم الإمبراطورية البلغارية أثناء حكم القيصر سيمون[2]
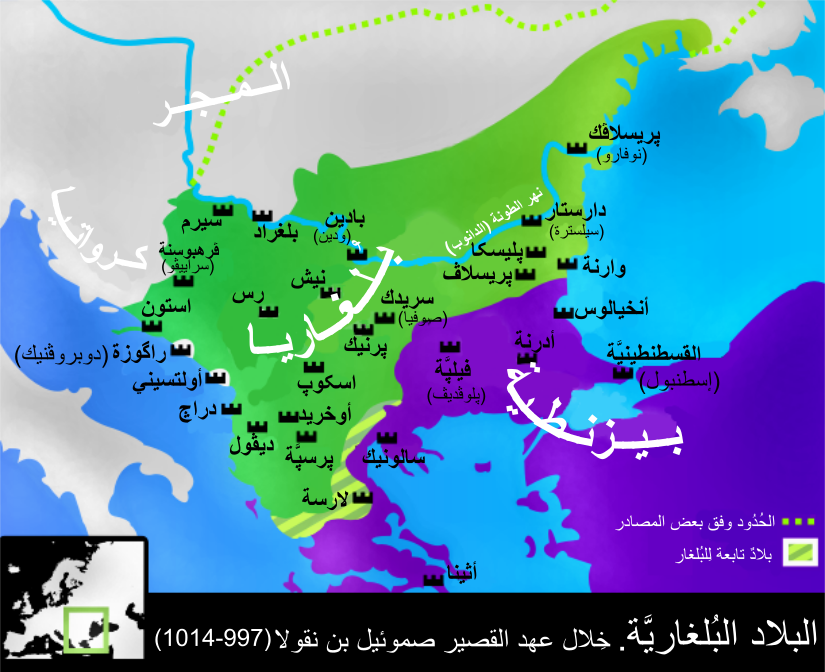
صورة بلغاريا في أكبر حالات توسعها أثناء حكم صامويل
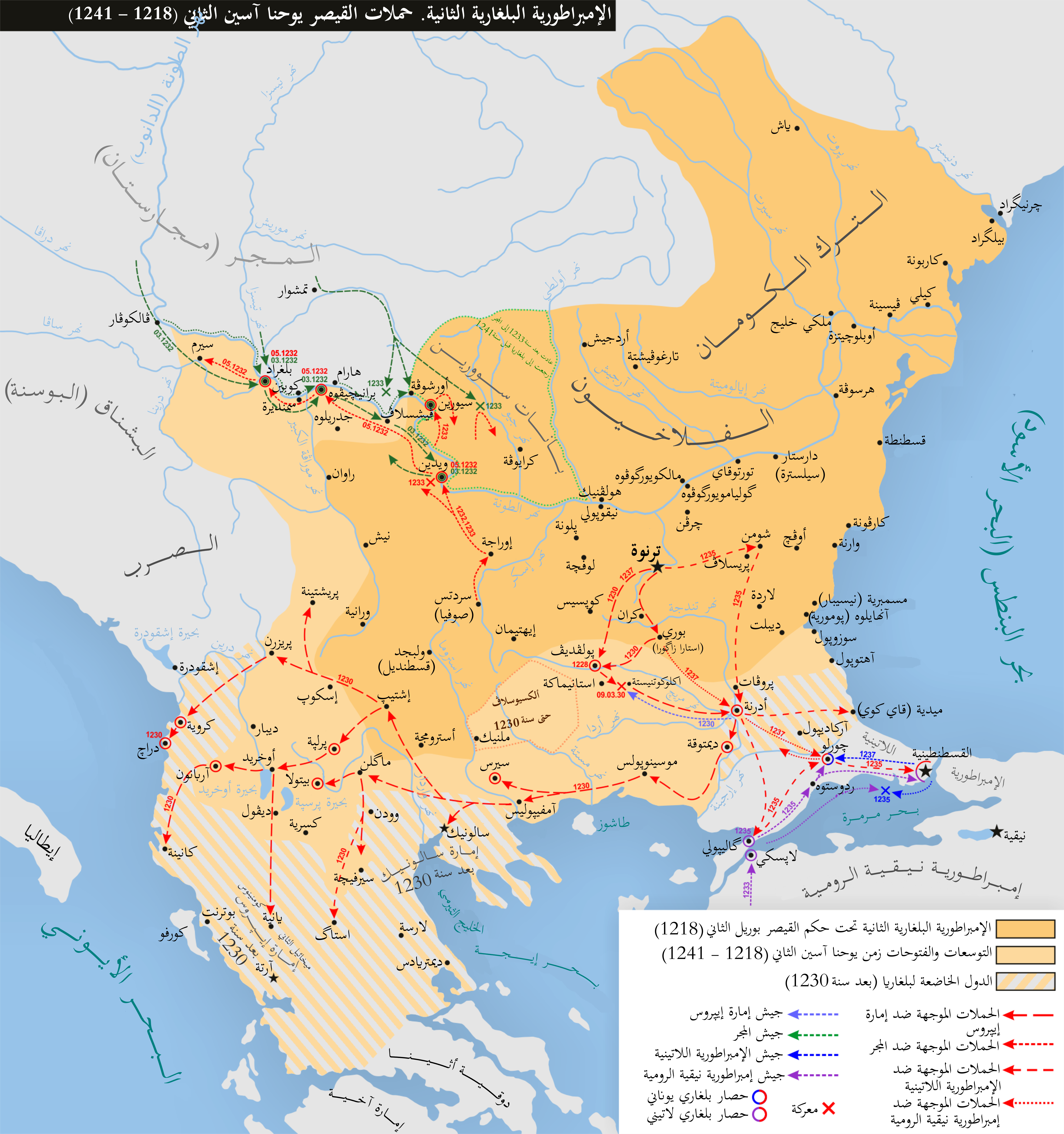
الإمبراطورية البلغارية أثناء حكم إيفان آسين الثاني
الإمبراطورية البلغارية الثانية، حوالي 1340

## كتابات أخرى
- Zlatarski, Vasil N. (1918). Medieval History of the Bulgarian State (بالبلغارية). Sofia: Science and Arts Publishers, 2nd Edition (Petar Petrov, Ed.), Zahari Stoyanov Publishers, 4th Edition, 2006. {{استشهاد بكتاب}}: الوسيط غير المعروف |الرقم المعياري= تم تجاهله يقترح استخدام |ردمك= (help)
- Бакалов, Георги (2003). Електронна издание – История на България (بالبلغارية). София: Труд, Сирма. {{استشهاد بكتاب}}: الوسيط author-name-list parameters تكرر أكثر من مرة (help) and الوسيط غير المعروف |الرقم المعياري= تم تجاهله يقترح استخدام |ردمك= (help)
- Делев, Петър (2006). История и цивилизация за 11. клас (بالبلغارية). Труд, Сирма. {{استشهاد بكتاب}}: الوسيط author-name-list parameters تكرر أكثر من مرة (help)
- Българите и България (بالبلغارية). Министерство на външните работи на България, Труд, Сирма. 2005. Archived from the original on 2013-03-09.
- Fine, Jr.، John V.A. (1991). The Early Medieval Balkans. Ann Arbor: جامعة ميشيغان Press. {{استشهاد بكتاب}}: الوسيط غير المعروف |الرقم المعياري= تم تجاهله يقترح استخدام |ردمك= (مساعدة)